# Paul Worley

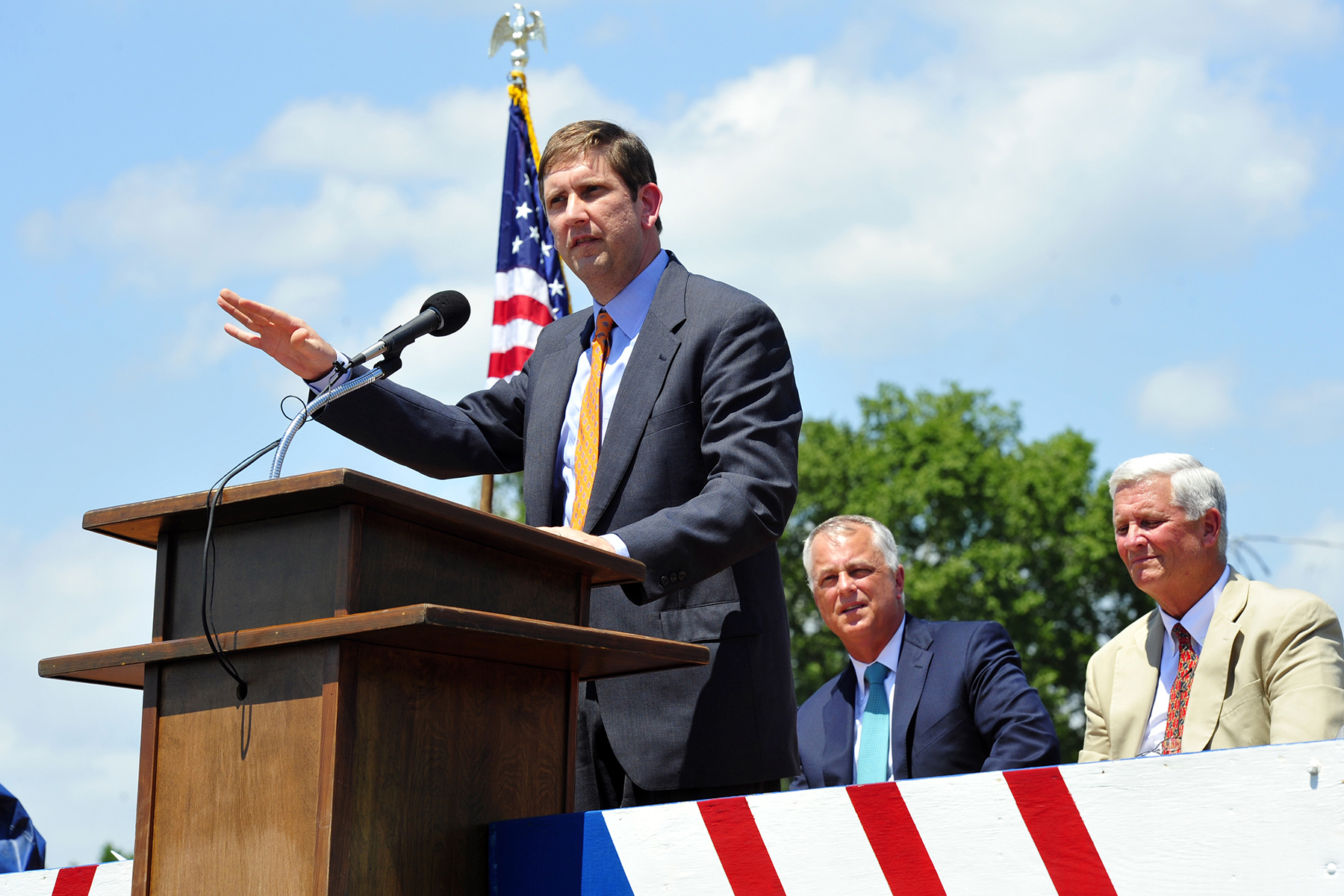
VP - State Government and Community Affairs CSX Transportation Quintin Kendall makes remarks at ribbon cutting ceremony

Paul Worley (16 de fevereiro de 1950, Nashville, Tennessee) é um produtor musical e guitarrista dos Estados Unidos.